# Glenwood (Nova Gales do Sul)
Glenwood é um subúrbio de Sydney, no estado de New South Wales, Austrália. Glenwood está localizado a 33 quilômetros a noroeste do distrito de negócios central de Sydney na área de governo local da cidade de Blacktown.

## População
No censo em 2011, havia 15.325 de habitantes em Glenwood. A população era mais jovem que a média, com uma idade média de 32, e 26,6% das pessoas com 14 anos ou menos. Pouco mais da metade das pessoas nasceram na Austrália, com os principais países de nascimento que povoaram sendo a Índia 9,5%, Filipinas 5,1% e Sri Lanka 2,5%. Quase metade dos moradores fala em uma língua diferente do inglês. Estas línguas incluíram Punjabi 6,7%, Hindi 5,4% e Tagalog 3,1%. A maioria das habitações eram casas separadas e estas tendiam a ser grandes, com 81,6% com 4 ou mais quartos.

## Escolas
Glenwood High School, Escola Pública Caddies Creek, Escola Pública Parklea e Escola Primária Holy Cross.